# Galina Tsjistjakova
Galina Valentinovna Tsjistjakova (Russisch: Галина Валентиновна Чистякова, Slowaaks: Galina Čisťaková; Izmajil, 26 juli 1962) is een voormalige verspringster, die eerst voor de Sovjet-Unie uitkwam, daarna voor Rusland en vervolgens voor Slowakije.

## Loopbaan
Tsjistjakova won op de Europese kampioenschappen van 1986 in Stuttgart zilver en op de Olympische Spelen van Seoel in 1988 brons voor de Sovjet-Unie. In 1988 sprong ze in Sint-Petersburg (toen Leningrad) als eerste vrouw meer dan 7,50 m: 7,52 m. Haar wereldrecord is na 35 jaar (peildatum augustus 2023) nog ongebroken.
Na een knieoperatie in 1990 kwam ze nooit meer op haar oude niveau terug. In 1995 sprong ze bij het hink-stap-springen nog eenmaal 14,76 in Luzern.
Sinds 1996 woont Tsjistjakova met haar familie in Bratislava en speelt in reclamespotjes voor Slowakije. Ze is getrouwd met hink-stap-springer Aleksandr Beskrovniy, heeft één kind en is van beroep lerares.

## Titels
- Wereldindoorkampioene verspringen - 1989
- Europees indoorkampioene verspringen - 1985, 1989, 1990
- Europees indoorkampioen hink-stap-springen - 1990
- Sovjet-kampioene hink-stap-springen - 1992
- Sovjet-indoorkampioene verspringen - 1985, 1988
- Slowaaks kampioene verspringen - 1996
- Slowaaks kampioene hink-stap-springen - 1996, 1998

## Wereldrecords
| Onderdeel   | Prestatie | Datum      | Plaats    |
| ----------- | --------- | ---------- | --------- |
| verspringen | 7,45 m    | 11.06.1988 | Leningrad |
| verspringen | 7,52 m    | 11.06.1988 | Leningrad |

## Persoonlijke records
Outdoor
| Onderdeel          | Prestatie   | Datum        | Plaats    |
| ------------------ | ----------- | ------------ | --------- |
| verspringen        | 7,52 m (WR) | 11 juni 1988 | Leningrad |
| hink-stap-springen | 14,76 m     | 27 juni 1995 | Luzern    |

Indoor
| Onderdeel          | Prestatie   | Datum           | Plaats  |
| ------------------ | ----------- | --------------- | ------- |
| verspringen        | 7,30 m (NR) | 28 januari 1989 | Lipetsk |
| hink-stap-springen | 14,45 m     | 29 januari 1989 | Lipetsk |

## Prestaties
| Jaar | Wedstrijd         | Plaats            | Resultaat | Extra              |
| ---- | ----------------- | ----------------- | --------- | ------------------ |
| 1985 | EK indoor         | Athene            | 1e        | Verspringen        |
| 1986 | EK                | Stuttgart         | 2e        | Verspringen        |
| 1987 | EK indoor         | Liévin, Frankrijk | 2e        | Verspringen        |
| 1988 | EK indoor         | Boedapest         | 2e        | Verspringen        |
| 1988 | Olympische Spelen | Seoel             | 3e        | Verspringen        |
| 1989 | EK indoor         | Den Haag          | 1e        | Verspringen        |
| 1989 | WK Indoor         | Boedapest         | 1e        | Verspringen        |
| 1990 | EK indoor         | Glasgow           | 1e        | Verspringen        |
| 1990 | EK indoor         | Glasgow           | 1e        | Hink-stap-springen |